# بوکسور سنگدل
بوکسور سنگدل (انگلیسی: The Brutal Boxer) یک فیلم هنگ کنگی در ژانر اکشن است که در سال ۱۹۷۲ منتشر شد.

## بازیگران
- جکی چان
- کری یوئن
- مارس
- چان سینگ
- ویلسون تانگ
- تی‌ین نی
- کوان شان